# Maison de Hohenlohe
La maison de Hohenlohe est une famille régnante de la haute-noblesse germanique d'origine franque, dont les membres portaient le titre de Prince du Saint-Empire (« Fürst »).
Les Hohenlohe étaient d'abord seigneurs d'un comté du Saint-Empire et ses deux branches ont été élevées au rang de prince du Saint-Empire respectivement en 1744 et en 1764. Les principautés sont partagées entre le royaume de Bavière et le royaume de Wurtemberg lors de la médiatisation de 1806. Lors de cette médiatisation, les terres immédiates d'Empire des Hohenlohe, d'une superficie de 1 760 km2, comptent 108 000 habitants. Les princes de différentes lignées dirigeantes autrefois indépendantes ont conservé leur statut, leur égalité avec les maisons souveraines restantes et certains droits politiques spéciaux en leur qualité de « Standesherren » (« seigneurs de rang »), créés par l' Acte confédéral allemand.

## Histoire

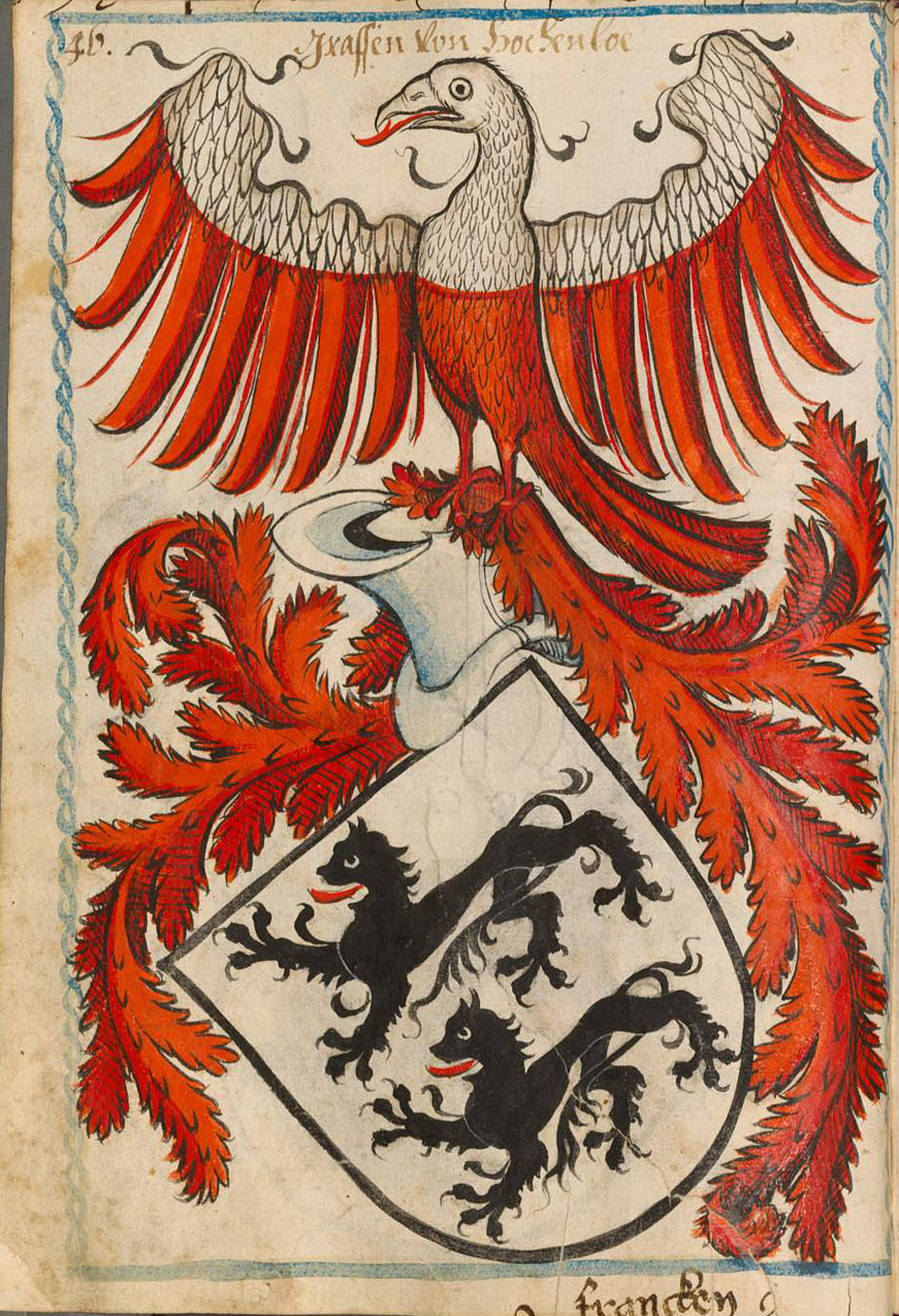
Armes des Hohenlohe (XVe siècle)

Les premiers documents écrits sur cette famille datent du XIIe siècle et concernent leur titre de possession du château-fort de Hochlach (devenu Hohenlach, puis Hohenlohe), près d'Uffenheim. Cette famille augmente son influence dans les vallées de Franconie, notamment le long du Kocher, de la Jagst et du Tauber.
Henri Ier, mort en 1183, est le premier à prendre le titre de comte (Graf) de Hohenlohe. Ses deux petits-fils Godefroy (Gottfried) et Conrad forment en 1230, les deux branches de la famille : la lignée des Hohenlohe-Hohenlohe et la lignée des Hohenlohe-Brauneck qui deviennent d'ardents partisans de l'empereur Frédéric II de Hohenstaufen. La seconde lignée s'éteint en 1390 et ses biens passent au Brandebourg et la première se divise entre plusieurs branches, dont les plus importantes sont la lignée Hohenlohe-Weikersheim et la lignée Hohenlohe-Uffenheim-Speckfeld (éteinte en 1412) qui vend en 1378 Uffenheim et le château de Hohenlohe aux burgraves de Nuremberg. La première lignée est fondée par le comte Kraft de Hohenlohe (mort en 1313) et se divise aussi en plusieurs familles, surtout après les décès des comtes Albert et Georges en 1551. Les fils du comte Georges de Hohenlohe sont à l'origine de la branche Hohenlohe-Neuenstein (nl) et de la branche Hohenlohe-Waldenbourg (nl). Les membres de la famille Hohenlohe descendent tous de ces deux lignes.
Les Hohenlohe-Neuenstein deviennent protestants et acquièrent en 1631 la seigneurie de Gleichen, tandis que les Hohenlohe-Waldenbourg demeurent catholiques. Les Neuenstein se divisent en deux branches, dont la branche aînée s'éteint en 1805, tandis que la branche cadette se divise en trois branches en 1701 : les Hohenlohe-Langenbourg, les Hohenlohe-Ingelfingen et les Hohenlohe-Kirchberg (éteinte en 1861). Les deux premières familles existent toujours. Les Hohenlohe-Ingelfingen sont eux-mêmes divisés en Hohenlohe-Ingelfingen et en Hohenlohe-Öhringen.
Quant aux Hohenlohe-Waldenbourg catholiques, ils se divisent en trois branches, les deux premières s'éteignent au XVIIIe siècle. Subsiste celle des Hohenlohe-Schillingsfürst qui donne naissance à deux lignées, d'une part les Hohenlohe-Schillingsfürst qui possède les duchés de Ratibor et de Corvey, hérités en 1834 par le prince Victor de Hohenlohe-Schillingsfürst, et donne naissance à plusieurs lignées Hohenlohe-Waldenbourg-Schillingsfürst, et une branche cadette, les Hohenlohe-Jagstberg, et d'autre part les Hohenlohe-Bartenstein (en).
Certains membres de la branche Hohenlohe-Langenbourg se sont convertis par mariage au catholicisme.

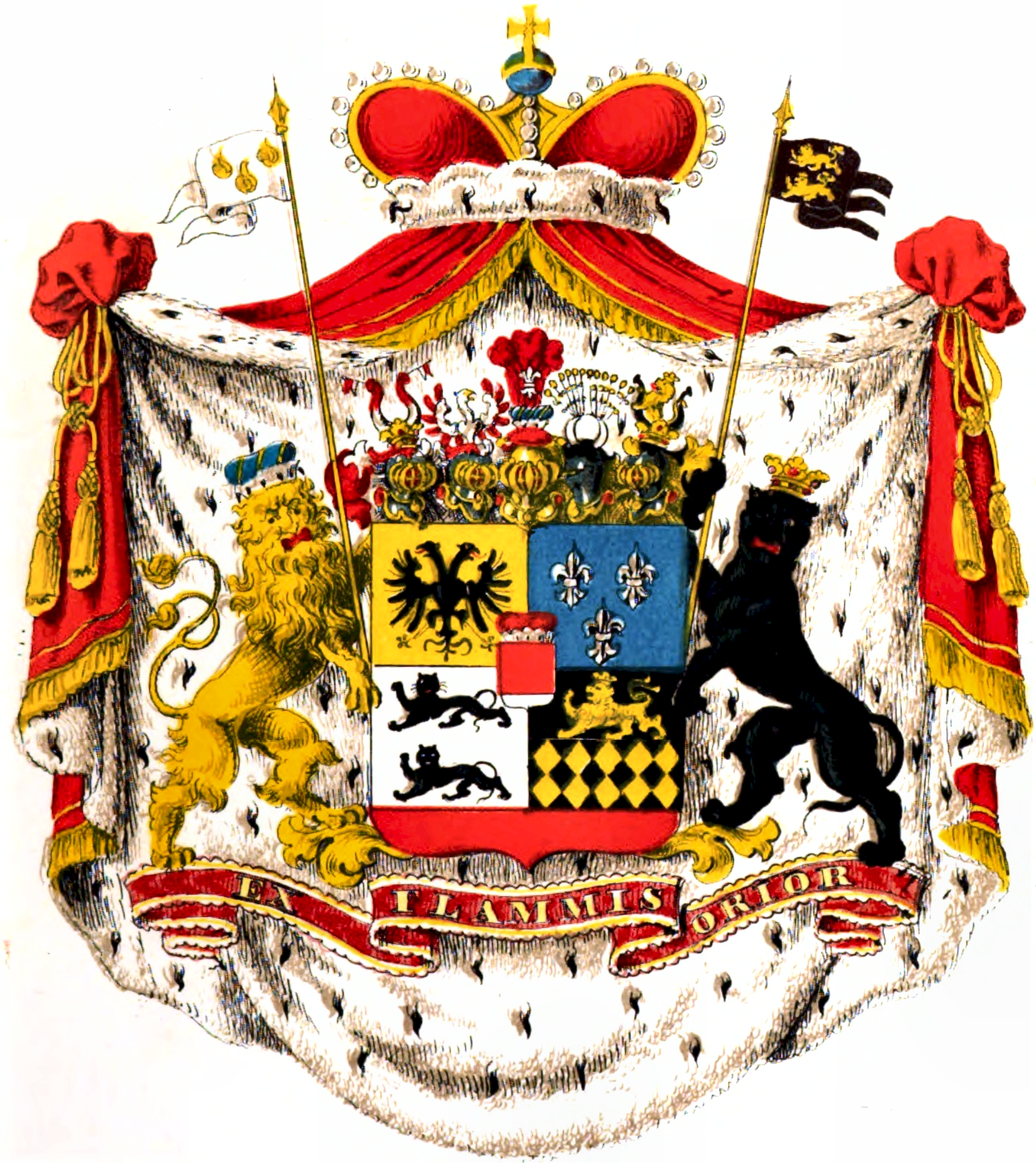
Armes des princes de Hohenlohe-Langenburg

Le chef de la maison Hohenlohe est actuellement le prince Philippe de Hohenlohe-Langenbourg (Fürst Philipp zu Hohenlohe-Langenburg). Il réside au château de Langenbourg, à Langenbourg dans le Bade-Wurtemberg.

## Membres éminents

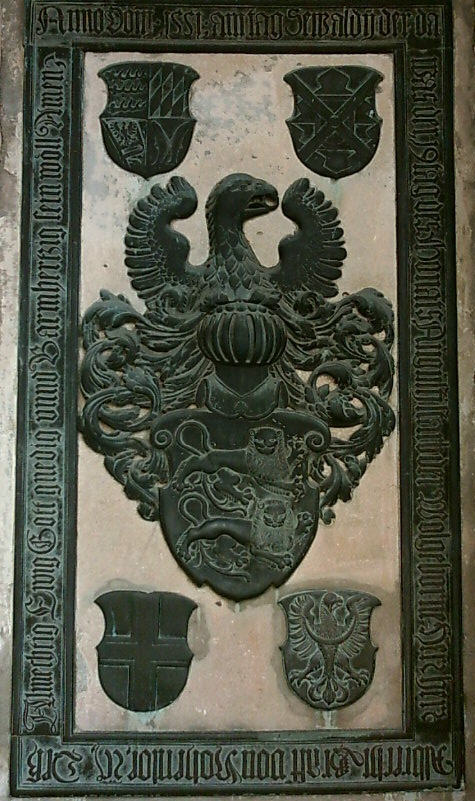
Pierre tombale d'Albert-Kraft de Hohenlohe-Neuenstein, dans l'église de Neuenstein

- Henri de Hohenlohe, mort en 1249, septième grand maître de l'Ordre Teutonique entre 1244 et 1249.
- Godefroy de Hohenlohe (1265-1310), quatorzième grand-maître de l'ordre teutonique entre 1297 et 1303.
- Philippe von Hohenlohe (1550-1606), lieutenant général des provinces de Hollande et de Zélande au cours de la Révolte des Gueux.
- Wolfgang de Hohenlohe-Neuenstein (1622-1698) officier du maréchal de France Rantzau, puis maréchal de la ligue du Rhin contre les Ottomans
- Joseph-Christian-François de Hohenlohe-Waldenbourg-Bartenstein (de) (1740-1817), prince-évêque de Breslau de 1795 à sa mort
- François-Charles-Joseph de Hohenlohe-Waldenbourg-Schillingsfürst (1745-1819), évêque d'Augsbourg
- Frédéric-Louis de Hohenlohe-Ingelfingen (1746-1818), général prussien
- Frédéric-Charles-Guillaume de Hohenlohe-Ingelfingen (de), maréchal impérial
- Louise-Éléonore de Hohenlohe-Langenbourg (1763-1837), duchesse de Saxe-Meiningen
- Louis Aloÿs de Hohenlohe-Waldenbourg-Bartenstein (1765-1829), général autrichien, puis maréchal et pair de France, créateur du régiment d'Hohenlohe
- Alexandre de Hohenlohe-Waldenbourg-Schillingsfürst (1794-1849), prêtre
- Mathilde de Hohenlohe-Öhringen (1814-1888), princesse de Schwarzbourg-Sondershausen
- Clovis de Hohenlohe-Schillingsfürst (1819-1901), chancelier impérial de l'Empire allemand
- Charles de Hohenlohe-Ingelfingen (1820-1890), homme politique
- Gustave-Adolphe de Hohenlohe-Schillingsfürst (1823-1896), cardinal
- Frédéric-Guillaume de Hohenlohe-Ingelfingen (1827-1892), général prussien
- Kraft de Hohenlohe-Ingelfingen (1827-1892), général prussien
- Constantin de Hohenlohe-Schillingsfürst (de) (1828-1896), général
- Hermann de Hohenlohe-Langenbourg (1832-1913), président de la société coloniale allemande
- Adélaïde de Hohenlohe-Langenbourg (1835-1900), duchesse de Schleswig-Holstein-Sonderbourg-Augustenbourg
- Théodora de Hohenlohe-Langenbourg (1839-1872), duchesse de Saxe-Meiningen
- Christian-Kraft de Hohenlohe-Öhringen (1848-1926), duc d'Ujest
- Charles de Ratibor et Corvey (1860-1931), homme politique
- Alexandre de Hohenlohe-Schillingsfürst (1862-1924), premier ministre
- Conrad de Hohenlohe-Waldenbourg-Schillingsfürst (1863-1918), homme politique Autrichien, beau-père de l'Archiduc Maximilien Eugène;
- Johannes de Hohenlohe-Bartenstein (de) (1863-1921), officier de l'Empire allemand et de la cour du royaume de Wurtemberg
- Gottfried de Hohenlohe-Schillingsfürst (1867-1932), général et diplomate austro-hongrois.
- Alfonso de Hohenlohe (1924-2003), jet-setter international
- Alexandra du Royaume-Uni, princesse de Hohenlohe-Langenburg, régente du duché de Saxe-Cobourg-Gotha;
- Stephanie von Hohenlohe, née Stéphany Julianne Richter (1891-1972), danseuse autrichienne et juive, entra par mariage dans une famille princière allemande, fut une amie proche d'Adolf Hitler et espionna pour l'Allemagne nazie[6].

## Alliances
de Windisch-Graetz (1918, 1919 et 1936), etc.

### branche de Hohenlohe-Waldenbourg-Schillingsfürst
zu Sayn-Wittgenstein-Ludwigsburg (1859), von Schönborn-Buchheim (1888), Festetics de Tolna (1917), von Seilern und Aspang (1947), von Bulgarini d’Elci, von und zu Trauttmansdorff-Weinsberg, von Goëss-Saurau (2024).

## Galerie

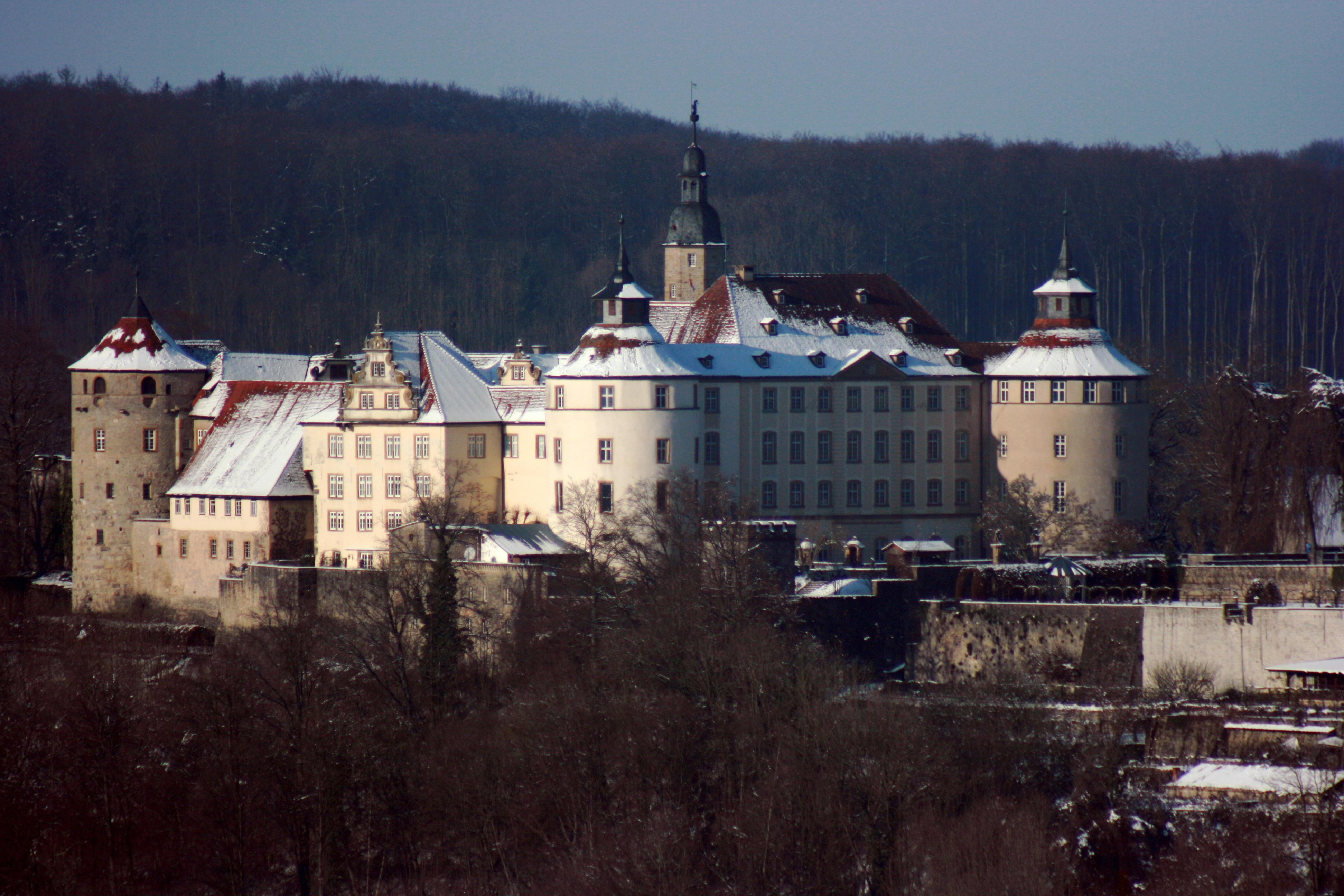
Château de Langenbourg
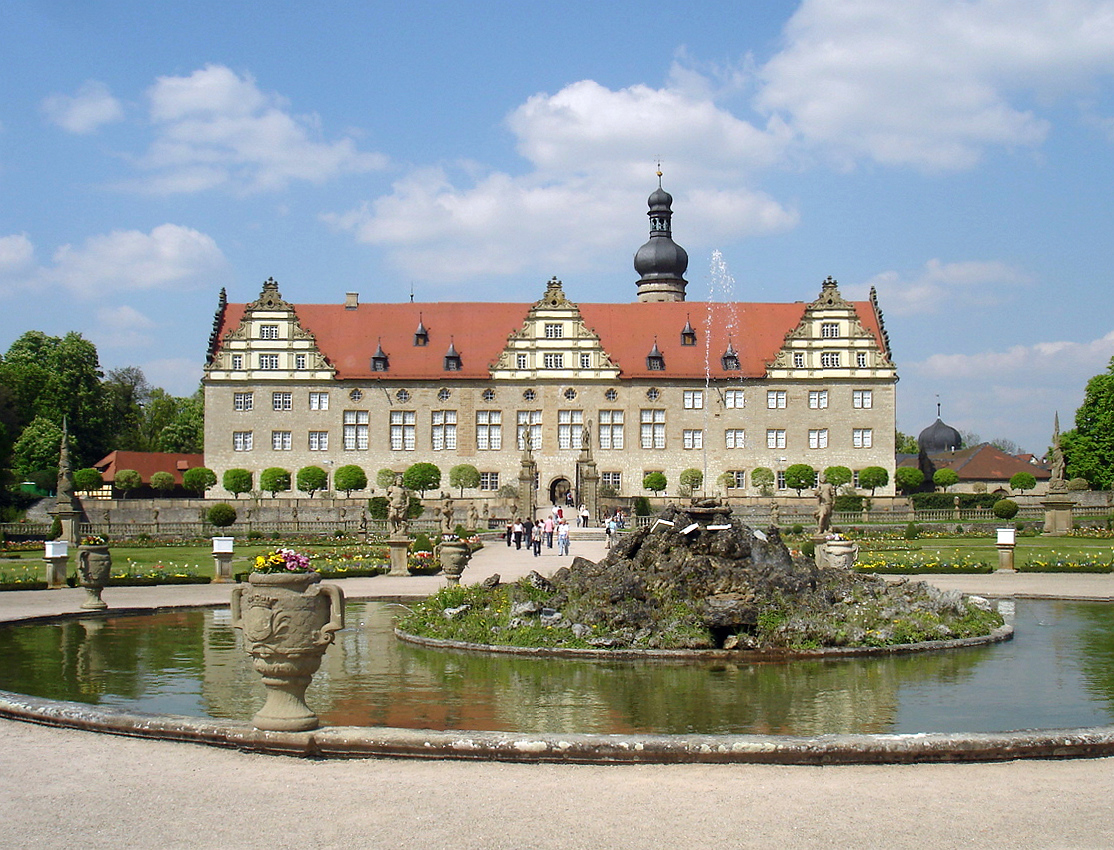
Château de Weikersheim
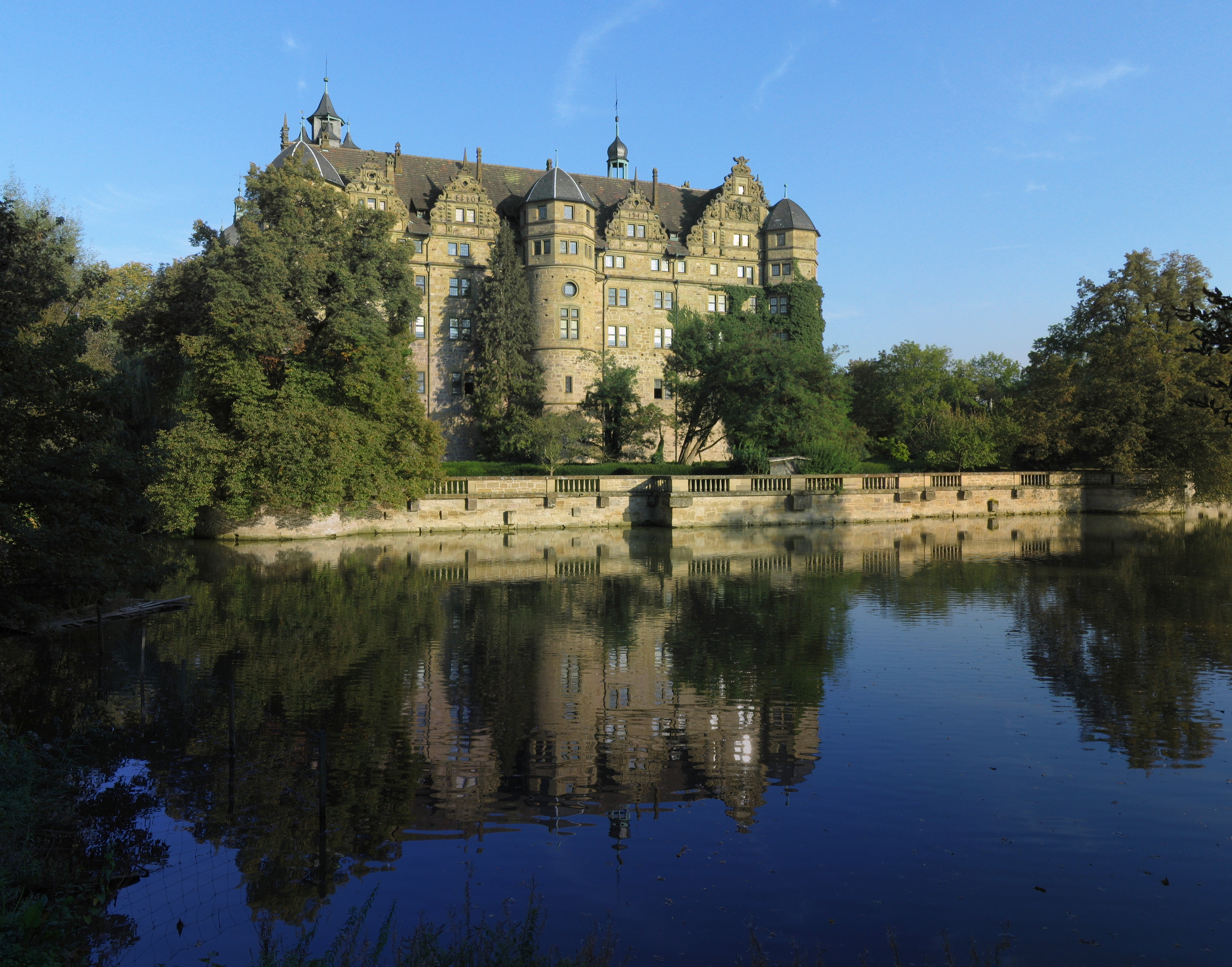
Château de Neuenstein
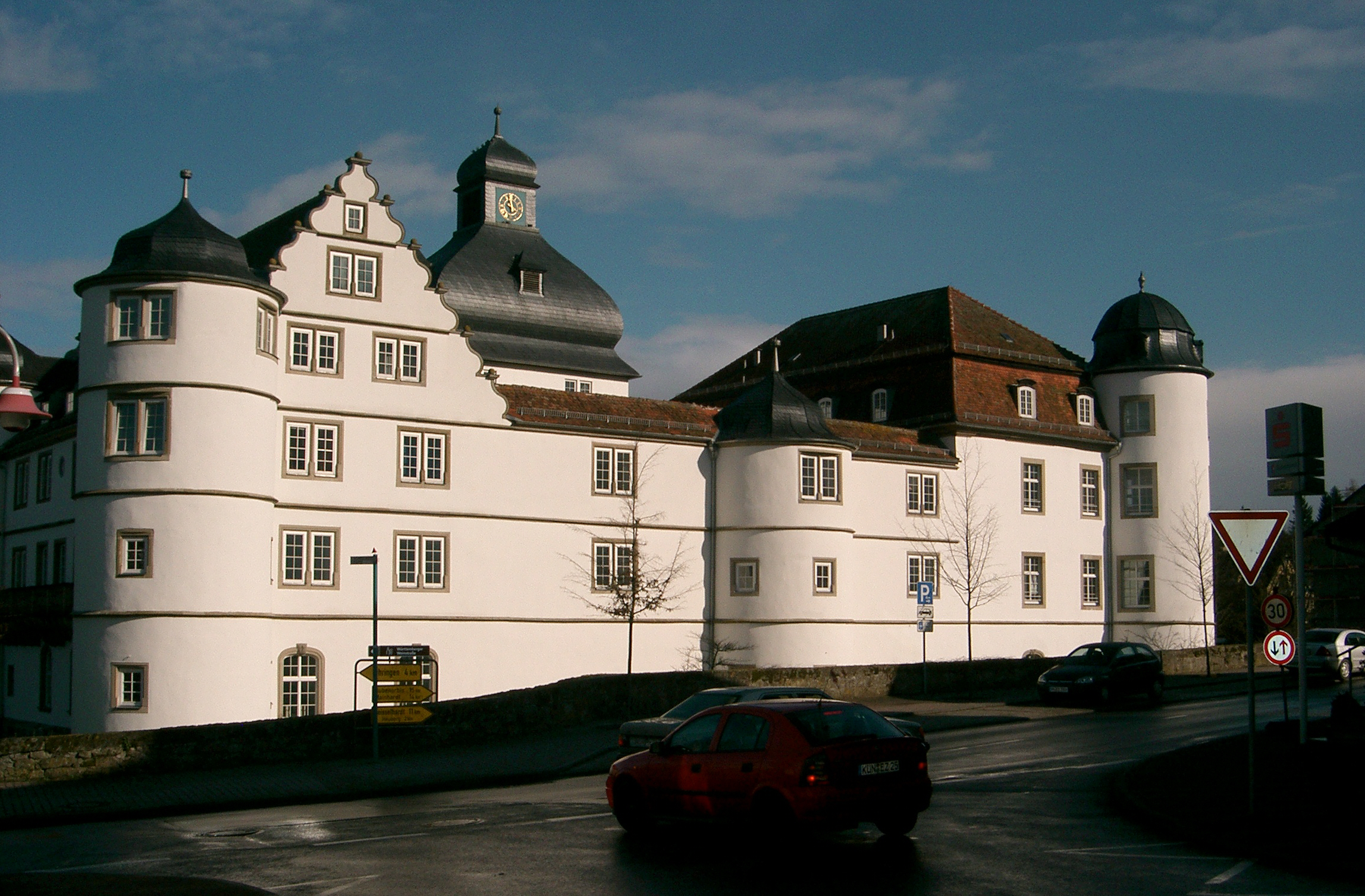
Château de Pfedelbach